# The Flock
The Flock był chicagowską jazzowo-rockową grupą, która wydała dwa albumy w Columbia Records w 1969 (The Flock) i w 1970 (Dinosaur Swamps). The Flock nigdy nie zdobył takiego komercyjnego sukcesu jak inne grupy spod szyldu Columbia Records, np. Chicago lub też Blood Sweat & Tears, lecz byli rozpoznawani przez wyjątkowe brzmienie skrzypiec w ich nagraniach. Skrzypek i główny członek zespołu, Jerry Goodman, po nagraniu dwóch krążków przeszedł do Mahavishnu Orchestra oraz rozpoczął swoją własną karierę.
W owym czasie (1969 rok) członkami zespołu byli Fred Glickstein (gitara, wokal), Jerry Goodman (skrzypce), Jerry Smith (gitara basowa), Ron Karpman (perkusja), Rick Canoff (saksofon), Tom Webb (saksofon) and Frank Posa (trąbka).
Po bardzo obiecującym pierwszym albumie, który był bardziej jazz/fusion niż razem wzięte Chicago i BS&T, Columbia Records oraz Clive Davis "najechali" The Flock, kradnąc Goodmana dla projektu Mahavishnu Orchestra. Okazało się, że pierwszym wyborem lidera grupy - Johna McLaughlina - był jazzowy skrzypek Jean-Luc Ponty, ale rząd Stanów Zjednoczonych nie dał Ponty'emu wizy na pracę. Efekt odejścia Goodmana z The Flock był tak tragiczny jak usunięcie George'a Harrisona z The Beatles.
The Flock szybko podniósł się na nogi w 1975 i nagrał album "Inside Out", a w 2004 została wydana płyta z nagranym koncertem z 1973 roku "Live in Europe", gdzie na skrzypcach wystąpił Michael Zydowsky w zastępstwie Goodmana oraz wszyscy oryginalni członkowie zespołu Fred Glickstein, Jerry Smith i Ron Karpman.
Pod koniec 1976 roku, Fred Glickstein i Ron Karpman zatrudnili basistę Thoma Blecka z grupy Chicago i uformowali trio o nazwie "Flock 3". Nowy materiał zawierał garstkę starych, flockowskich utworów oraz nowy, napisany przez Glicksteina i Karpmana z niemałym wkładem Blecka. Nowy rytm, bez skrzypiec, bardziej zorientowany ku rockowi, niestety nie przetrwał długo. Zespół wystąpił parę razy na żywo, ale nigdy nie zostały te występy nagrane. Nieporozumienia w zespole spowodowały, że nagrania studyjne też nie przyniosły żadnych korzystnych efektów.

## Dyskografia
- The Flock (1969)
- Dinosaur Swamps (1970)
- Inside Out (1975)
- Live in Europe (2004)